# Rozebeke

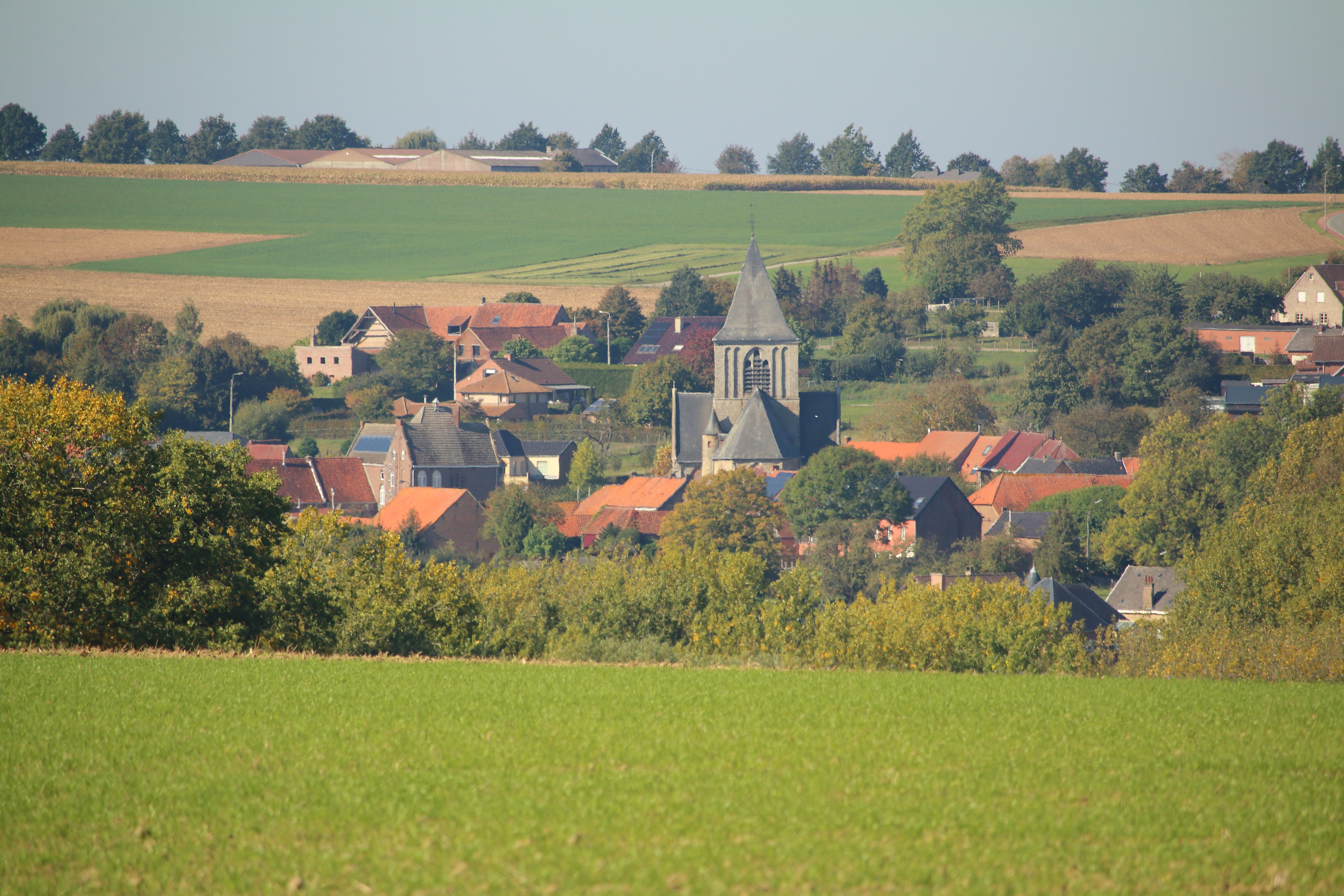

Rozebeke is een dorp in de Vlaamse Ardennen in de Belgische provincie Oost-Vlaanderen en een deelgemeente van Zwalm, het was een zelfstandige gemeente tot aan de gemeentelijke herindeling van 1971. Het dorpje behoort tot de mooiste dorpen van Vlaanderen. In 2024 werd het dorp tot Vlaams stiltegebied verklaard.

## Bezienswaardigheden
- De Onze-Lieve-Vrouwekerk, ook gekend als "De Kathedraal van de Zwalmstreek". Men men vindt er twee stijlen terug: de Romaanse en de gotische. Het gotische deel dateert uit de 15de eeuw; het Romaanse deel is wat ouder. Kenmerkend zijn de twee "kruisen" op zijn toren. De kerk bevat een orgel uit ca. 1865 van de orgelbouwer Pieter-Adam Van Dinter.[2]
- De Koutermolen
- De Onze-Lieve-Vrouw ter Lindenkapel

## Natuur en landschap
Rozebeke ligt in Zandlemig Vlaanderen op een hoogte van 28-95 meter. Ten oosten van Rozebeke loopt de Zwalm in noordelijke richting.

## Demografische ontwikkeling
- Bronnen:NIS, Opm:1831 tot en met 1970=volkstellingen; 1976 = inwoneraantal op 31 december

## Lijst van burgemeesters
Lijst van burgemeesters van Rozebeke tot aan de fusie van 1971 met Munkzwalm (later Zwalm):
| Periode   | Naam                                |
| --------- | ----------------------------------- |
| -1926     | Petrus Van der Donckt               |
| 1926-1942 | Anna Van der Haeghen                |
| 1942      | Lambert De Clercq (dienstdoend)     |
| 1942-1944 | Cyriel Manssens (zonder verkiezing) |
| 1944-1947 | Anna Van der Haeghen                |
| 1947-1952 | Willem Waegeman                     |
| 1953-1958 | Lambert De Clercq                   |
| 1958-1970 | Paul Pede                           |

## Evenementen
Jaarlijks is er iedere eerste zondag van juli een processie ter verering van Onze-Lieve-Vrouw Maria.
Iedere tweede zondag van juli is er dan een paardenommegang gevolgd met een zegening der paarden van de ruiters in de omliggende dorpen en gemeenten.
Het dorp is bekend als bedevaartsoord ter genezing van pest en roos. Door de authenticiteit is het dorp een geliefde locatie voor film- en tv-opnamen.

## Afbeeldingen

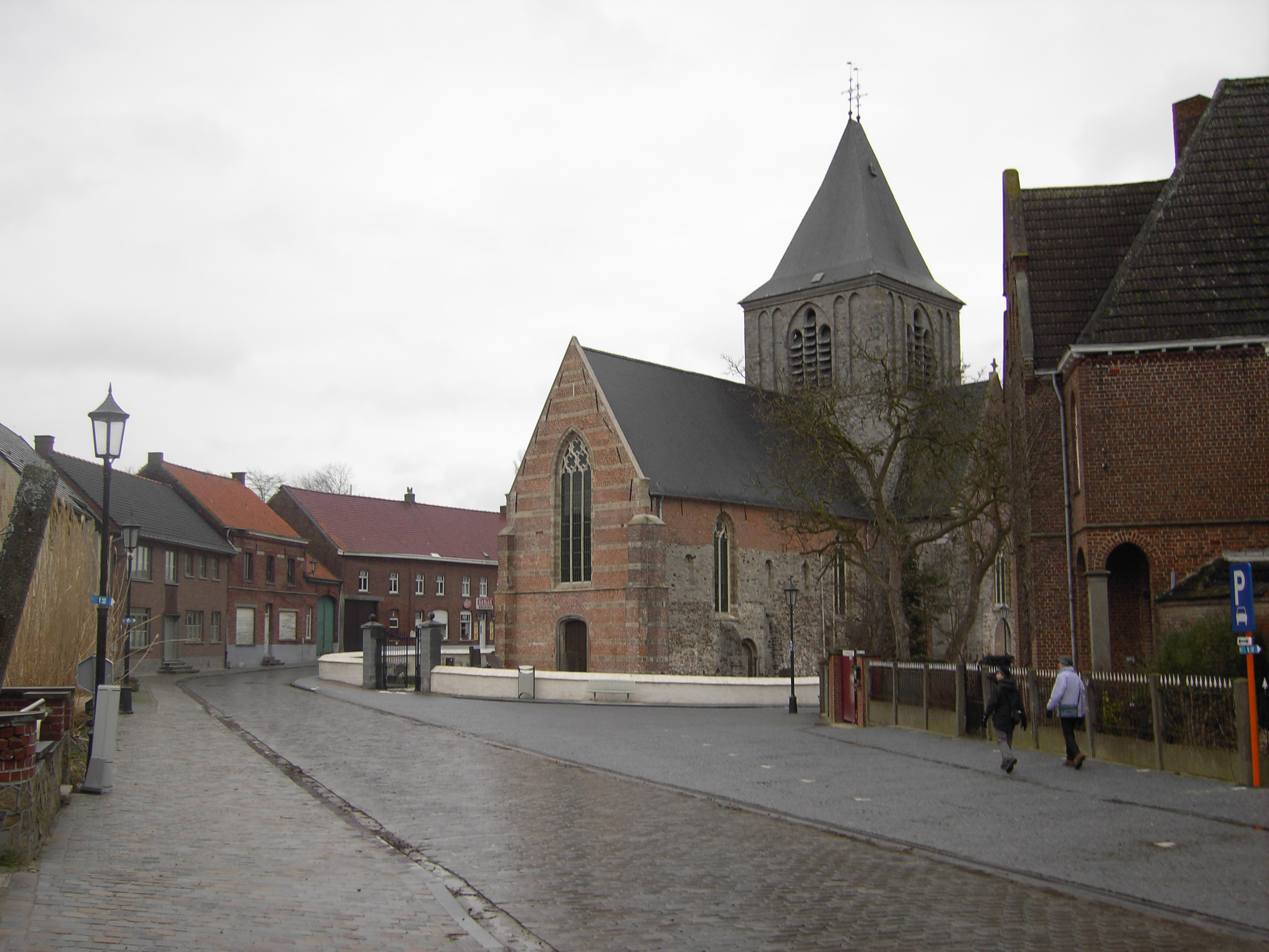
Dorpscentrum Rozebeke
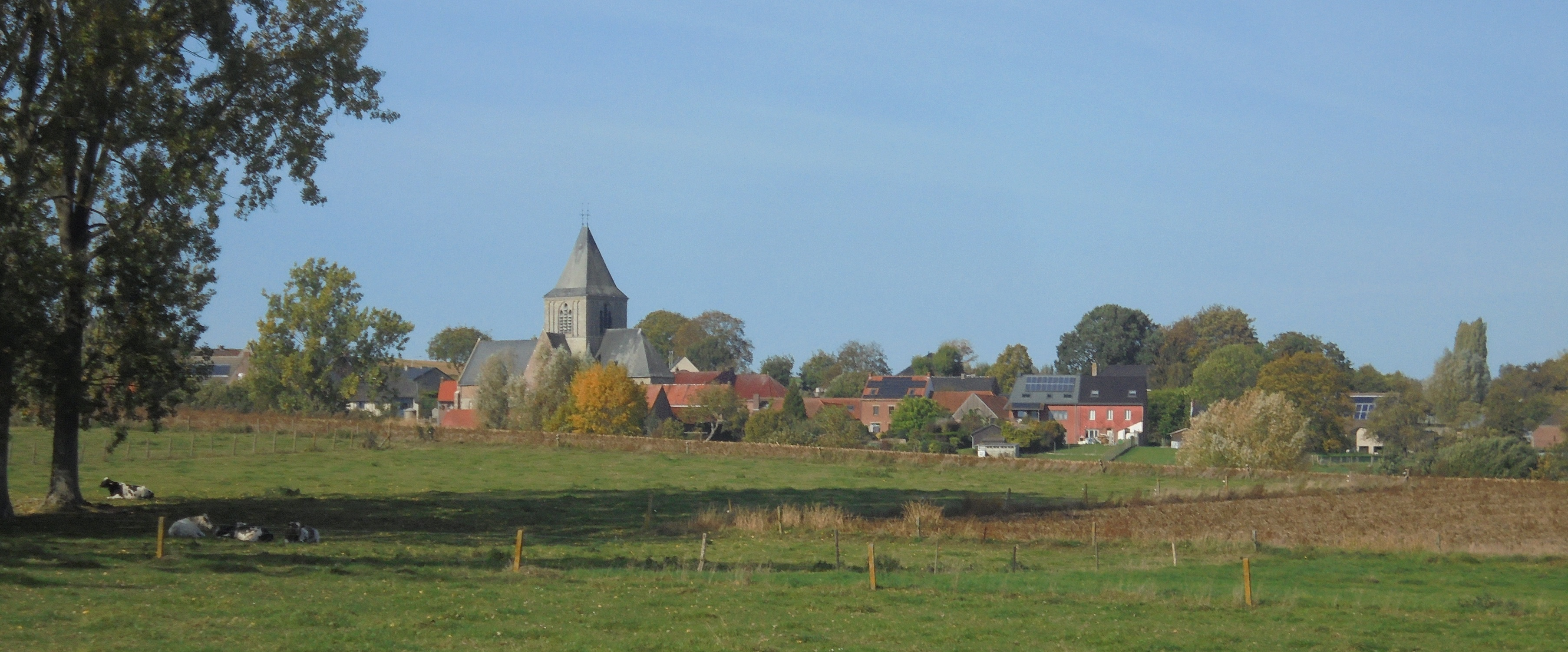
Zicht op het dorp

## Nabijgelegen kernen
Sint-Blasius-Boekel, Roborst, Sint-Goriks-Oudenhove, Michelbeke